# Paul Massot

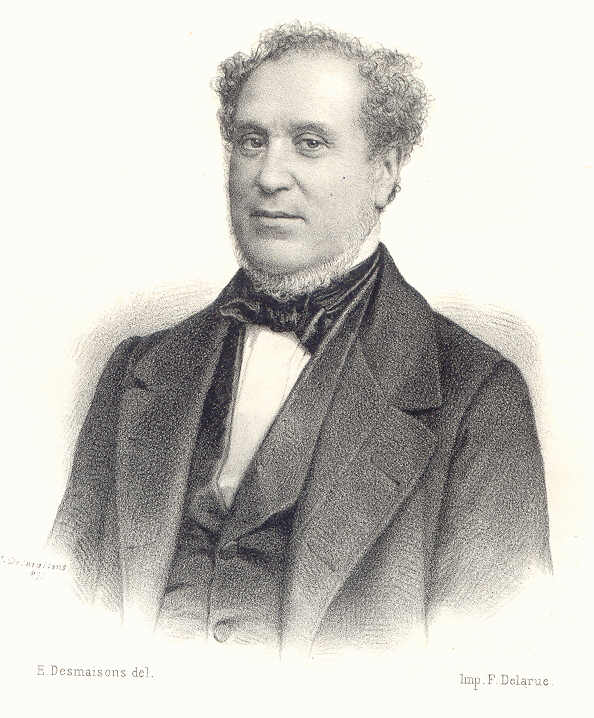
Paul Massot

Paul Massot (* 15. August 1800 in Perpignan; † 30. März 1881 in Paris) war ein französischer Politiker, Arzt und Malakologe.

## Lebenslauf
Nachdem er das Lycée Henri-IV, das zu dieser Zeit noch Lycée Napoléon hieß, besuchte, begann er ein Medizinstudium. Er studierte zunächst in Paris, später in Montpellier. 1823 erhielt er seinen Doktortitel. Bald wurde er zum Chefchirurgen des städtischen Krankenhauses in Montpellier ernannt.
Er war in der politisch unruhigen ersten Hälfte des 19. Jahrhunderts Mitglied der meisten Geheimgesellschaften in seiner Region. Aufgrund seiner revolutionären Ideen wurde er 1852 verurteilt, jedoch zwei Jahre später wieder freigesprochen.
Im Jahr 1872 wurde er zum Präsidenten der Departementsvertretung gewählt.
1876 wurde er Abgeordneter in der Chambre de Versailles, dem damaligen Parlament Frankreichs und am 2. Dezember 1877 wurde er Vertreter seines Departements. Diesen Posten behielt er bis zu seinem Tod.

## Familie
Seine Familie brachte zahlreiche berühmte Mediziner hervor: Doktor Joseph Denoyes (der Begründer der modernen Radiologie, gestorben 1957), Doktor Paul Denoyes (ein Augenarzt, gestorben 1968) und Doktor Paul de Lamer, der völlig unerwartet zum Bürgermeister von Perpignan gewählt wurde, und der das Amt ablehnte, um sich weiterhin um seine Patienten kümmern zu können.

## Die Malakologie
Neben seinem politischen Engagement, begeisterte Massot sich für die Malakologie, die Wissenschaft von den Weichtieren. Von seinen zahlreichen Forschungen zeugen einige Schriften, darunter eine Liste mit an Land und im Wasser lebenden Weichtieren seines Departements, die 254 Arten aufweist sowie einen Bericht über in Frankreich vorkommender Wanderschnecken, von denen er über 14 Arten entdeckte. Er beschrieb einige neue Arten, vor allem der Gattung Testacella. Dennoch ist die Spezies Unio aleronii einer Unterart der Unio mancus, die er zusammen mit seinem Kollegen M. Companyo beschrieb, die einzige Entdeckung, die anerkannt und ihm zugeschrieben ist.

## Veröffentlichungen
- 1841: Medizinische Anmerkungen zu dem schwefelhaltigen Wasser des Moltig (Ostpyrenäen).
- 1845: Beschreibung einer neuen Weichtierspezies (zusammen mit M. Companyo). Bericht der Landwirtschaftlichen, wissenschaftlichen und litterarischen Gesellschaft des Départements Pyrénées-Orientales, VI: 234-235
- 1845: Beschreibung einer Art von Wasserschnecken. Bericht der Landwirtschaftlichen, wissenschaftlichen und litterarischen Gesellschaft des Départements  Pyrénées-Orientales, VI:236
- 1848: Notizen über einer Epidemie von schweren, schubweise auftretenden Fiebererkrankungen in Salaces während des Dezembers 1847.
- Französische Testazellen, in Ann. malac., I : 145-157, 1 pl.
- 1872: Aufzählung am Land und im Wasser lebender Weichtiere im Departement Pyrénées-Orientales (Neunzehntester Bericht der Landwirtschaftlichen, wissenschaftlichen und litterarischen Gesellschaft des Départements Pyrénées-Orientales, 116 p. + 1 pl. Perpignan.)

| Personendaten    | Personendaten                                |
| ---------------- | -------------------------------------------- |
| NAME             | Massot, Paul                                 |
| KURZBESCHREIBUNG | französischer Politiker, Arzt und Malakologe |
| GEBURTSDATUM     | 15. August 1800                              |
| GEBURTSORT       | Perpignan                                    |
| STERBEDATUM      | 30. März 1881                                |
| STERBEORT        | Paris                                        |